# Moritz von Denicke
Moritz David Georg Wilhelm von Denicke, auch: Denike (* 17. März 1811 in Evensen, heute Stadtteil von Neustadt am Rübenberge; † 12. Januar 1894 ebenda) war ein preußischer Verwaltungsjurist und Politiker.

## Leben
Denicke wurde am 17. März 1811 in Evensen als Sohn von Rudolf Denicke, Herr auf Evensen, einem Nachkommen von David Denicke, und der Henriette Denicke geb. v. Drebber geboren. Denicke studierte ab 1829 Rechtswissenschaften an der Georg-August-Universität Göttingen. 1831 wurde er im Corps Hannovera recipiert.
1852 wurde er königlich hannoverscher Amtmann für das Amt Auburg in Diepholz, 1859 Amtmann des Amts Diepholz, das 1866 an die preußische Provinz Hannover fiel. Ab 1867 war er auch Kreishauptmann für den Steuerkreis Diepholz. Außerdem gehörte er als Abgeordneter bis 1866 der zweiten Kammer der Ständeversammlung des Königreichs Hannover an. Von 1877 bis 1885 saß er für den Wahlkreis Hannover 9 (Diepholz) im Preußischen Abgeordnetenhaus. Er gehörte der Fraktion der Freikonservativen Partei an.
Im Jahre 1882 wurde er in den preußischen Adelsstand erhoben. Denicke war Besitzer des Ritterguts Evensen. Er war verheiratet mit Therese v. Denicke geb. Thielen. Aus der Ehe ging ein Sohn hervor.

## Ehrungen
- Guelphenorden (1856)